# Référendum constitutionnel chilien de 2022
Le référendum constitutionnel chilien de 2022 ou plébiscite constitutionnel de 2022 (en espagnol : Plebiscito constitucional 2022) a lieu le 4 septembre 2022 afin de proposer à la population du Chili une nouvelle Constitution, à l'issue des travaux de l'Assemblée constituante élue en mai 2021.
Le projet de nouvelle constitution est rejeté par une large majorité de près de 62 % des suffrages exprimés.
Cet échec amène à de nouvelles élections et la mise en place d'une nouvelle assemblée constituante chargée de rédiger une nouvelle constitution, qui est soumise à un nouveau référendum le 17 décembre 2023.

## Contexte

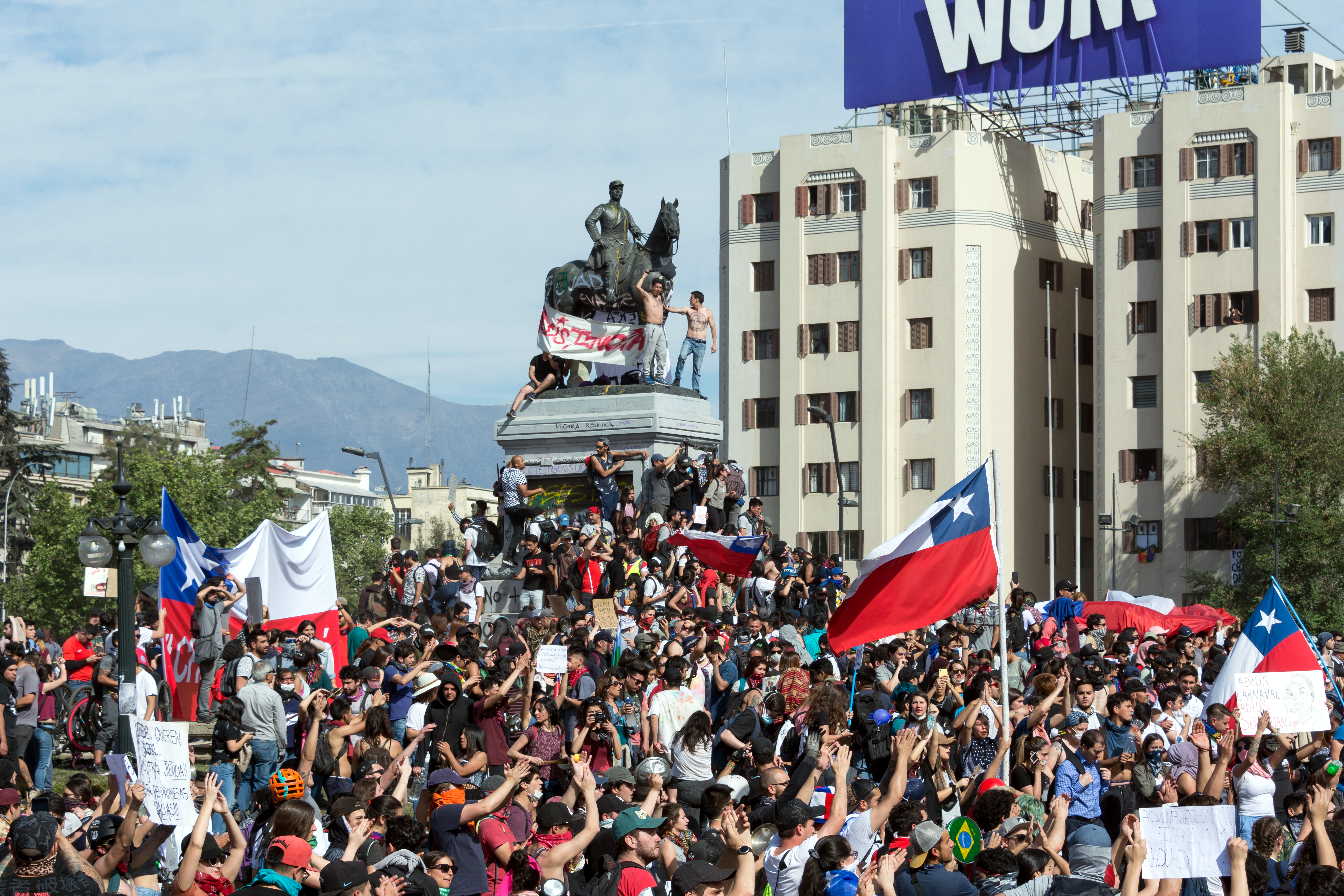
Manifestants chiliens en octobre 2019.

En conséquence d'un mouvement social de grande ampleur ayant amené les principaux partis du pays à s’accorder sur la nécessité d'engager un processus de réécriture de la Constitution, les Chiliens se prononcent par référendum le 25 octobre 2020 sur le remplacement de celle adoptée en 1980 sous le régime de Pinochet, ainsi que sur la nature de l'organe à laquelle ils souhaitent confier le pouvoir constituant chargé de sa rédaction : une assemblée constituante entièrement élue ou bien composée pour moitié d'élus et pour l'autre moitié de parlementaires.
Le référendum, qui se tient six mois après la date initialement prévue en raison de la pandémie de Covid-19, voit la proposition de rédaction d'une nouvelle Constitution approuvée à une large majorité de près de 79 % des suffrages. L'option d'une Assemblée constituante intégralement élue est quant à elle choisie à une majorité similaire, et est mise en œuvre lors d'élections constituantes organisées les 15 et 16 mai 2021.

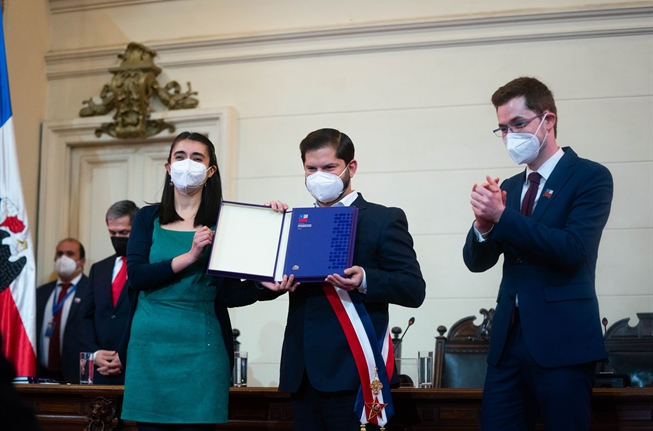
Le président Gabriel Boric recevant le projet

Selon le calendrier établi, l'Assemblée élue se réunit le mois suivant pour une durée de neuf mois pouvant être prolongée une seule fois de trois mois. À l'issue du vote de la nouvelle Constitution au deux tiers de ses membres, l'Assemblée doit transmettre le texte au président, qui doit convoquer le référendum constitutionnel pour le premier dimanche suivant un délai de soixante jours. La tenue du référendum est ainsi prévue vers le deuxième trimestre 2022, avec un délai maximum courant jusqu'au mois de septembre. Le 5 avril 2022, la constituante vote la tenue du référendum le 4 septembre suivant. En fonction depuis un mois après sa victoire à l'élection présidentielle de 2021, Gabriel Boric dispose d'un délai de trois mois pour ratifier cette décision.
Le 4 juillet, l'Assemblée constituante remet le projet de nouvelle Constitution au président Boric avant de se dissoudre, un an jour pour jour après le début de ses travaux, la date coïncidant par ailleurs au 210e anniversaire de la mise en place du Premier Congrès national du Chili. Le même jour, Boric signe le décret de convocation du référendum pour le 4 septembre suivant. Afin de répondre à la baisse de la participation observée lors des élections constituantes — auxquelles seuls 43 % des inscrits avaient participé, provoquant des critiques remettant en cause la légitimité de la constituante —, le vote est rendu obligatoire, une première au Chili.

## Contenu
La question posée est « Approuvez-vous le texte de la nouvelle Constitution proposé par la convention constitutionnelle ? ».
Résolument progressiste, le texte ne se contente pas de réviser celui existant mais entreprend au contraire une refondation constitutionnelle selon une approche maximaliste. Il se focalise ainsi sur les droits des groupes marginalisés — tels que les femmes, les indigènes et les handicapés — tout en garantissant de nombreux droits jusque-là absents de la Constitution de 1980, ou en les renforçant. Sont notamment introduits le droit à la santé physique et mentale, à l'éducation et à la sécurité sociale ainsi que le droit à l'avortement, ce qui ferait du Chili le premier pays au monde à constitutionnaliser ce dernier. Sont également renforcés le droit à la liberté d'expression, à l'environnement, au logement et à l'eau,.
Composé de 387 articles divisés en 11 chapitres, le texte a été réduit par rapport aux 499 articles de la première mouture divulguée en mai. Cette dernière en aurait fait la plus longue Constitution au monde,.

### Principes fondamentaux et droits
Le chapitre I, « Principes et dispositions générales », contient les principes fondamentaux du Chili, qu'il définit comme « un État social et démocratique », « laïque », « plurinational, interculturel, régional et écologique ». Outre l'organisation territoriale du pays, le chapitre place les Droits de l'Homme comme fondement de l'action de l’État, rend obligatoire la parité homme-femme dans tous les organes collégiaux de l'État, et instaure un médiateur de la République,.
Le chapitre II, « Droit fondamentaux et garanties », le plus long de la Constitution, et le chapitre III, « Nature et environnement », portent sur plusieurs autres droits dont celui à une vie digne, à la démocratie, à la paix et à l'équilibre de la nature. Il décrit la population, les nations autochtones et la nature comme les détenteurs de droits individuels et collectifs. Le chapitre engage l'État à agir pour éliminer les obstacles à l'accès à ces droits. La nature est directement titulaire de droits appelant à la mise en place de mécanismes de protection et de sanction en cas d'atteintes à ses droits. Les animaux, reconnus comme des êtres qui ressentent, font l'objet d'une protection spéciale contre les abus. La mer, les fonds marins, les plages, l'eau douce, les glaciers et les zones humides ainsi que l'air, l'atmosphère, les montagnes, le sous-sol et les forêts sont des biens communs, appartenant à tous. Les domaines de l'eau et de l'assainissement sont soumis à une Agence nationale de l'eau, tandis qu'un statut minier régit l'exploitation du sous-sol du pays.

### Démocratie et organisation de l'État
Le chapitre IV, « Participation démocratique », assure l'exercice de la démocratie sous forme directe, participative, communautaire et représentative. Le suffrage est universel, libre, direct, personnel et secret pour tous les citoyens et citoyennes de plus de seize ans. Il est également obligatoire à partir de dix huit ans pour tous ceux qui résident au Chili. Le texte introduit notamment la possibilité pour les citoyens d'entreprendre une initiative populaire afin de soumettre à référendum une proposition de loi avec les signatures de soutien d'au moins 3 % des inscrits, ou l'abrogation totale ou partielle d'une loi avec celles de 5 % des inscrits. La collecte des signatures doit avoir lieu dans un délai de cent quatre-vingt-dix jours. Le projet ne peut concerner une limitation des droits fondamentaux, ni concerner le budget de l’État ou les impôts. La parité homme-femme dans les organes élus est obligatoire, de même que la position des femmes en tête de listes lors des élections, ainsi que la présence de sièges réservés aux peuples autochtones. L'éradication des violences de genre au sein des partis politiques et l'incitation à la participation des diversités de genre aux postes élus sont des buts à atteindre,.
Le chapitre V, « Bonne gouvernance et fonction publique », établit les bases de la fonction publique sous les principes de la probité, de la transparence et de la responsabilité. Le chapitre régit les agents de la fonction publique dont les pompiers, et détaille les sanctions en matière de népotisme, corruption, blanchiment d'argent et détournement de fonds publics. Il régit également la participation de l'État à l'économie et les conditions de création d'entreprises publiques.
Le chapitre VI concerne la décentralisation dans le cadre d'un État unitaire composé de régions et de municipalités, lesquelles disposent d'une autonomie et d'élus propres, se voient transférer des pouvoirs de l'État et constituent des personnes morales de droit public distinctes de lui. Les maires et les gouverneurs demeurent élus au scrutin direct.

### Pouvoir législatif
Le chapitre VII concerne le pouvoir législatif. Celui-ci est exercé par un parlement bicaméral asymétrique, le Congrès national, composé d'une chambre basse, la Chambre des députés, disposant de l'essentiel du pouvoir et d'une chambre haute aux pouvoirs réduits, qui remplace ainsi le Sénat. Le mandat des parlementaires est de quatre ans, renouvelable une seule fois.
La Chambre des députés est composée de 155 membres élus au suffrage universel direct au scrutin proportionnel plurinominal. Des sièges sont réservés aux indigènes au prorata de leur importance démographique dans la population totale du pays.
La Chambre des régions est composée d'un nombre non spécifié de représentants des régions élus au suffrage universel direct lors d'un scrutin organisé en même temps que les élections régionales et municipales, trois ans après les élections présidentielle et législatives.
Le Congrès national peut notamment voter la mise en accusation du président de la République si ses actions ont compromis l'honneur ou la sécurité de l'État ou violé ouvertement la Constitution ou la loi. La suspension de ses fonctions doit être votée à la majorité absolue du total des membres de la Chambre des députés, puis le président est jugé par la Chambre des régions, qui vote la révocation à la majorité qualifiée des deux tiers du total de ses membres. Le président ainsi démis de ses fonctions devient inéligible à vie, et soumis à un jugement au civil pour ses actes.

### Pouvoir exécutif
Le chapitre VIII concerne le pouvoir exécutif, le pays étant organisé sous la forme d'un régime présidentiel avec un président à la fois chef de l'État et du gouvernement, qui dirige l'action du gouvernement dont il nomme les membres. Il est élu au suffrage universel direct majoritaire à deux tours pour un mandat de quatre ans désormais renouvelable une seule fois de manière consécutive. Les candidats à la présidence doivent être âgés d'au moins trente ans au jour de l'élection, contre trente-cinq auparavant. Le scrutin se tient le troisième dimanche de novembre de l'année précédant la fin du mandat du président en exercice, avec un second tour éventuel le quatrième dimanche suivant le premier tour si aucun candidat n'a réuni la majorité absolue des suffrages exprimés. Les deux tours sont par ailleurs automatiquement des jours fériés inaliénables.

### Révisions ultérieures
Le projet de nouvelle Constitution introduit plusieurs éléments permettant sa révision, voire son changement intégral.
Dans le cas d'une simple révision, de tels amendements peuvent être introduits par le président de la République, par une motion des députés ou des représentants régionaux ainsi que par une initiative indigène ou une initiative populaire ayant les signatures de soutien d'au moins 10 % du total des inscrits sur les listes électorales.
Dans tous les cas hormis le dernier, la révision doit être votée à la majorité qualifiée des quatre septièmes du total des membres de la Chambre des députés et de la Chambre des régions. Un référendum constitutionnel est alors obligatoire si la révision concerne des modifications substantielles du régime politique, du mandat présidentiel, de l'organisation du parlement ou de la durée de leur mandat, l'organisation des régions, les principes et droits fondamentaux, ainsi que le chapitre sur la révision ou le changement de la Constitution. Le référendum n'a cependant pas lieu si le projet est voté à la majorité des deux tiers du total de membres de chacune des chambres.
Dans le cas d'une initiative populaire, le projet est soumis à référendum et doit obtenir la majorité absolue des suffrages exprimés pour être validé.
Le remplacement intégral de la Constitution ne peut lui se faire que si une initiative populaire réunit les signatures d'au moins 25 % des inscrits appuyée par le vote des trois cinquièmes du total des deux chambres, en vue de la tenue d'un référendum sur la convocation d'une assemblée constituante,. Si la convocation est approuvée par référendum à la majorité absolue des suffrages exprimés, une assemblée constituante est élue pour une durée maximale de dix-huit mois en vue de la rédaction d'une nouvelle Constitution. Cette dernière doit alors être approuvée par référendum selon les mêmes conditions,.

## Campagne

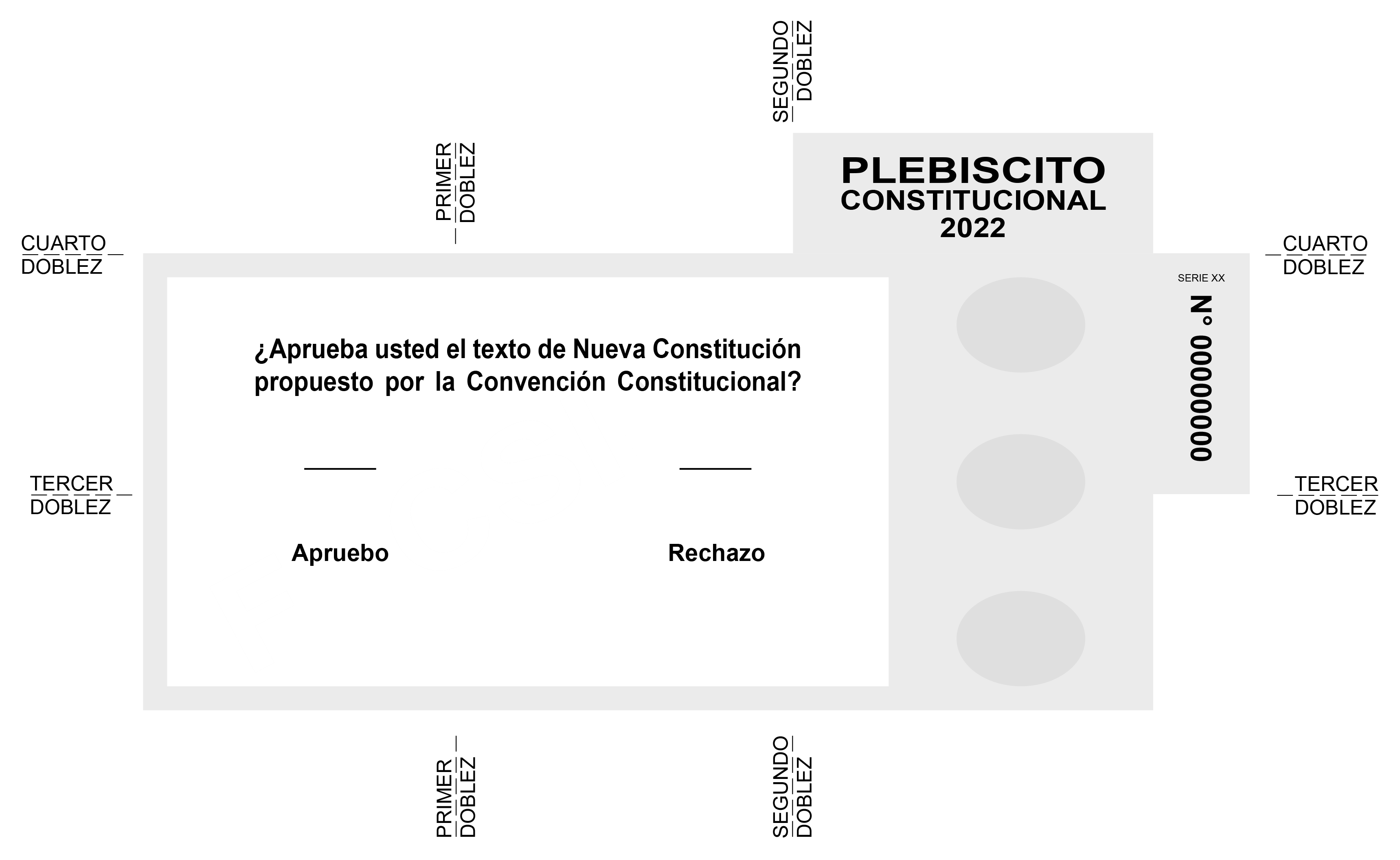
Bulletin de vote utilisé

La période de campagne officielle s'étend du 6 juillet au 1er septembre. Le gouvernement, favorable à la nouvelle Loi fondamentale, fait imprimer et distribuer près d'un million d'exemplaires dans le cadre d'une campagne intitulée « Votez en connaissance de cause ».

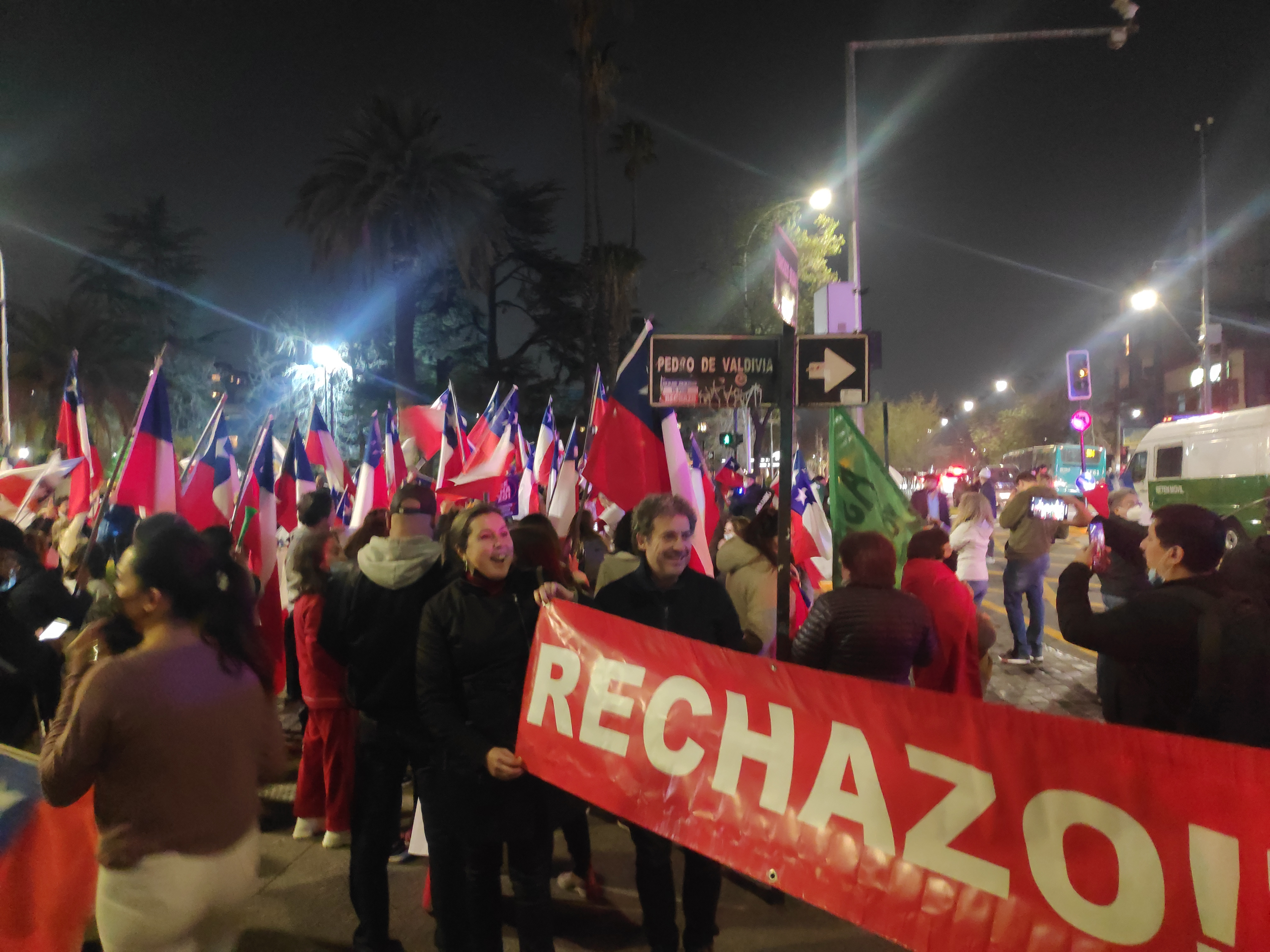
Manifestation en faveur du rejet du texte, en septembre 2022.

Le « non » demeure cependant en tête dans les enquêtes d'opinion dès le mois d'avril. Les opposants au texte, au sein desquels figurent la plupart des partis de droite, se mobilisent notamment à partir de juillet 2022 en organisant plusieurs manifestations appelant à voter contre lors du référendum. Ils mettent en avant la Constitution en vigueur, arguant qu'après plusieurs révisions celle-ci « n'est plus la Constitution des généraux ». Le texte fait également l'objet de critiques au centre droit et au centre gauche, les membres de l'Assemblée constituante étant accusés d'avoir délaissé les aspects techniques d'un texte constitutionnel au profit d'une vision « révolutionnaire ».
Les motifs de rejet se cristallisent autour de l’affirmation de la « plurinationalité » et de l’octroi de droits collectifs aux indigènes, le renforcement de l’intervention de l’État dans l'application de nouveaux droits jugés mal définis, ou encore la baisse des pouvoirs du Sénat,.
En outre, le nouveau texte souffre de l'association des forces de gauche, majoritaires à la Constituante, aux régimes cubain et vénézuélien par une partie de la population. Des passages du projet assurant le droit à l’éducation sexuelle intégrale ou qualifiant le Chili d'État plurinational servent par ailleurs de prétextes à la diffusion de fausses informations.
Le 11 août, les partis qui soutiennent le projet présentent un accord afin de procéder en cas d'adoption de la Constitution à des modifications ultérieures du texte portant notamment sur les références à un État plurinational, les droits sociaux, la sécurité et le système judiciaire. L'accord vise à répondre aux craintes soulevées par les opposants au texte.
La perspective d'un rejet du texte au vu de sondages très défavorables amène le président Boric lui-même à envisager publiquement la mise en œuvre d'un nouveau processus constituant pour « recommencer de zéro », une option soutenue par plus de deux tiers des Chiliens selon les sondages. Mettant en avant la majorité très nette en faveur d'un changement de Constitution lors du référendum de 2020, tout en s'appuyant sur l'avis de plusieurs juristes, Gabriel Boric souligne que la population s'est prononcée pour un changement de Constitution, et que l'échec d'une proposition de remplacement doit donc être suivie d'une autre proposition et non du maintien de la Constitution de 1980. Le président s'attire les critiques des défenseurs du projet, qui lui reproche d'envisager des « scénarios fictifs » plutôt que de défendre le texte,. Début août, les deux chambres du Congrès votent à de larges majorités un amendement abaissant la majorité qualifiée nécessaire aux amendements de la Constitution en vigueur, qui passe de deux tiers (66 %) à quatre septièmes (57 %) des parlementaires de chacune des chambres. Projet de longue date de la gauche chilienne, l'amendement est ouvertement présenté comme un moyen d'ouvrir la voie à une modification différente de la Constitution en cas de rejet du texte soumis à référendum.

## Sondages
Pour des raisons techniques, il est temporairement impossible d'afficher le graphique qui aurait dû être présenté ici.

## Résultat
| Choix                  | Votes      | %     |
| ---------------------- | ---------- | ----- |
| Pour                   | 4 860 266  | 38,13 |
| Contre                 | 7 886 434  | 61,87 |
|                        |            |       |
| Votes valides          | 12 746 700 | 97,86 |
| Votes blancs           | 77 280     | 0,59  |
| Votes invalides        | 200 812    | 1,54  |
| Total                  | 13 024 792 | 100   |
| Abstention             | 2 149 137  | 14,16 |
| Inscrits/Participation | 15 173 929 | 85,84 |

Approuvez-vous le texte de la nouvelle Constitution proposé par la convention constitutionnelle ?
| Votes Pour (38,13 %) |  |  | Votes Contre (61,87 %) |
| ▲                    |  |  |                        |
| Majorité absolue     |  |  |                        |

## Analyse et conséquences

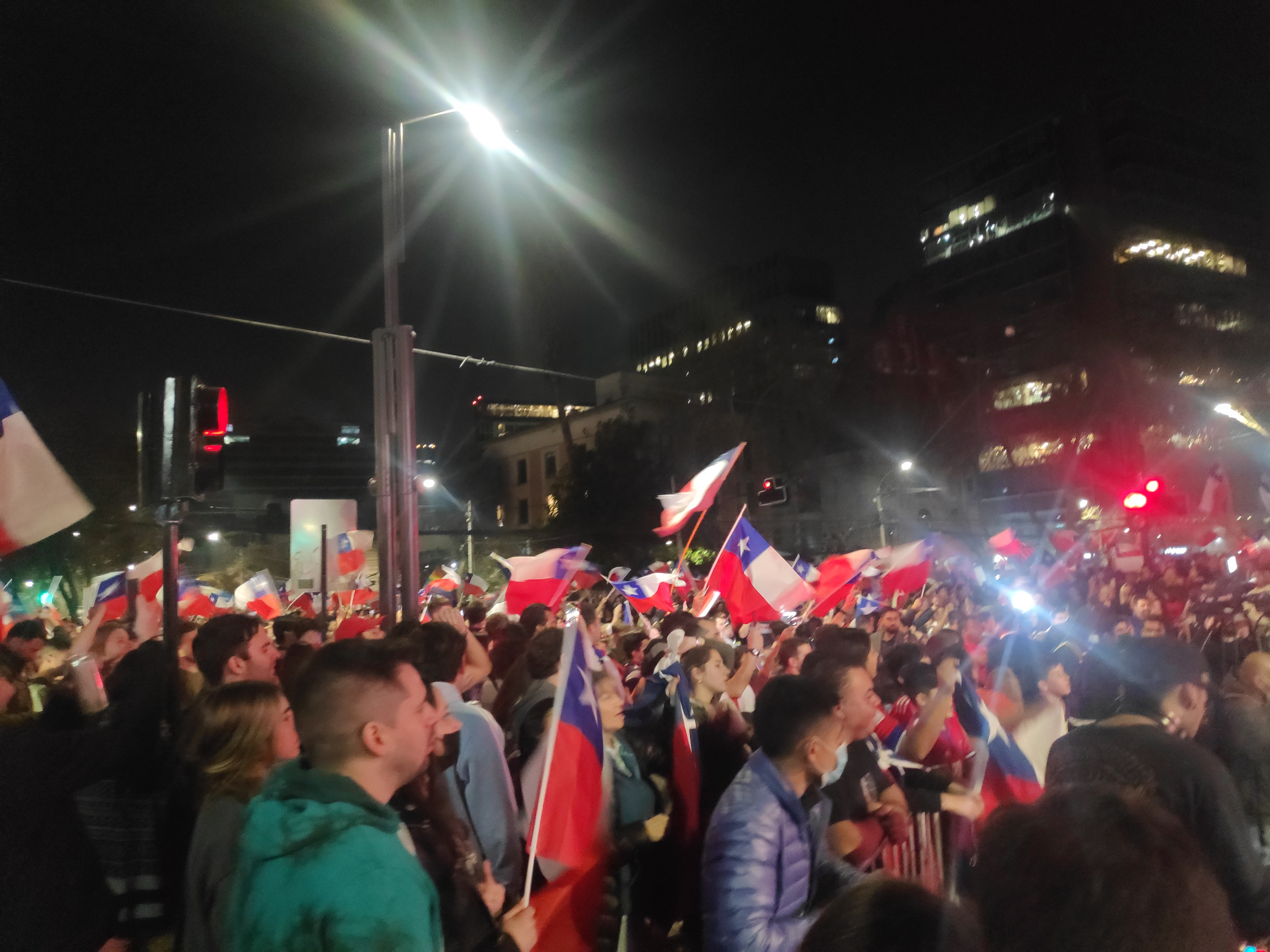
Partisan du rejet du projet célébrant leur victoire à Santiago.

Résultats par municipalité.

La nouvelle constitution est rejetée à une large majorité, dépassant les prédictions des sondages qui annonçaient déjà un échec du projet,. Si les votes en faveur du projet sont les plus nombreux à l'étranger et dans la capitale Santiago, ceux du rejet sont particulièrement nombreux dans le Nord et le Sud du pays, deux régions en proie à d'importants problèmes de violence et d'insécurité, le Nord étant touché par un flux migratoire et une pauvreté élevés, tandis que le Sud fait l'objet de conflits liées aux terres revendiquées par des groupes radicaux indigènes Mapuche,.
L'annonce des résultats est célébrée par les partisans du rejet, dont l'opposition de droite qui renouvelle dans la foulée son engagement à poursuivre le processus constituant. Reconnaissant la défaite du texte proposé pour lequel il s'était personnellement engagé lors de la campagne, le président Gabriel Boric entame une série de réunions avec l'ensemble des dirigeants des partis politiques en vue de la tenue de nouvelles élections constituantes. Ces dernières amèneraient à la mise en place d'une autre assemblée constituante chargée de rédiger une nouvelle constitution, à son tour soumise à référendum,,.
Les partisans des deux camps s'accordent par la suite sur la participation d'experts en droit constitutionnel lors des travaux de la prochaine constituante. L'ampleur de cette participation fait cependant débat, l'opposition demandant qu'ils ne se contentent pas de participer aux débats, mais également aux votes.
Le 12 décembre, les différentes forces politiques représentées au parlement s'accordent sur une remise à zéro du processus constituant : des élections constituantes sont organisées le 7 mai 2023 afin d'élire une nouvelle assemblée constituante — officiellement appelée Conseil constitutionnel — chargée de rédiger une nouvelle constitution, soumise à référendum le 17 décembre 2023.